# Srikanth Kidambi
Srikanth Kidambi (nascido em 7 de fevereiro de 1993) é um jogador de badminton indiano que treina na Academia de Badminton Gopichand, Haiderabade. Alcançou o primeiro lugar da classificação mundial da BWF em abril de 2018. Kidambi foi premiado em 2018 com a Padma Shri, a quarta maior distinção civil da Índia, e obteve o prêmio Arjuna em 2015. Em 2021, tornou-se o primeiro indiano a chegar à final do Campeonato Mundial na prova de simples masculino e conquistou a medalha de prata.

## Juventude e antecedentes
Srikanth Nammalwar Kidambi nasceu em Ravulapalem, Andra Pradexe, em 7 de fevereiro de 1993, de uma família Telugo. Seu pai, KVS Krishna, é um proprietário, e sua mãe, Radha, uma dona de casa. Seu irmão mais velho K. Nandagopal também é jogador de badminton.

## Carreira

### 2011
Nos Jogos da Juventude da Commonwealth de 2011, na Ilha de Man, Kidambi conquistou o bronze nas duplas e a prata nas duplas mistas. Ele também saiu vencedor na modalidade simples e duplas no All India Junior International Badminton Championship, realizado em Pune.

### 2012
Em 2012, para conquistar o título de simples masculino, Kidambi superou o então campeão mundial júnior Zulfadli Zulkiffli, da Malásia, no Desafio Internacional das Maldivas.

### 2013
No evento Ouro do Grande Prêmio do Aberto da Tailândia, Kidambi conquistou o título de simples masculino batendo o então número oito do mundo e o favorito Boonsak Ponsana em jogos diretos. No mesmo ano, Kidambi venceu o atual campeão e olímpico Parupalli Kashyap no All India Senior Championships, em Delhi, para obter seu primeiro título nacional sênior. Ele também fez parte da equipe Awadhe Warriors que terminou em segundo lugar na Indian Badminton League de 2013.

## Conquistas

### Campeonato Mundial de BWF
Simples masculino
| Ano  | Local                                                   | Oponente     | Placar       | Resultado |
| ---- | ------------------------------------------------------- | ------------ | ------------ | --------- |
| 2021 | Palacio de los Deportes Carolina Marín, Huelva, Espanha | Loh Kean Yew | 15–21, 20–22 | Prata     |

### Jogos da Commonwealth
Simples masculino
| Ano  | Local                                                     | Oponente      | Placar              | Resultado |
| ---- | --------------------------------------------------------- | ------------- | ------------------- | --------- |
| 2018 | Gold Coast Sports & Leisure Centre, Gold Coast, Austrália | Lee Chong Wei | 21–19, 14–21, 14–21 | Prata     |

### Jogos Sul-Asiáticos
Simples masculino
| Ano  | Local                                             | Oponente      | Placar             | Resultado |
| ---- | ------------------------------------------------- | ------------- | ------------------ | --------- |
| 2016 | Multipurpose Hall SAI–SAG Centre, Shillong, Índia | Prannoy Kumar | 11–21, 21–14, 21–6 | Ouro      |